# Ingvar Selander
Ingvar Selander, född den 26 januari 1920  i Kalmar, död den 2 augusti 2005 i Stockholm, var en svensk militär.
Selander blev löjtnant vid Kronobergs regemente 1943 och kapten där 1949. År 1959 befordrades han till major vid Generalstabskåren, där han 1963 blev överstelöjtnant och 1966 överste. Selander övergick 1971 till Livgrenadjärregementet, där han var sekundchef fram till 1974. Åren 1974–1984 var han chef för Näringslivets beredskapsbyrå vid Svenska Arbetsgivareföreningen. På sistnämnda post efterträddes Selander av Holger Bjärnlid. Han blev riddare av Svärdsorden 1960 och kommendör av samma orden 1970. Selander vilar på Glömminge kyrkogård på Öland.